# Fraates II
Fraates II (em latim: Phraātēs; em grego: Φραάτης; romaniz.: Phraátēs; em parta: 𐭐𐭓𐭇𐭕; romaniz.: Frahāt), filho de Mitrídates I de Pártia (171 a.C. — 128 a.C.), conquistador da Babilónia, governou o Império Parto desde 138 a.C. até 128 a.C.. O seu império foi atacado, em 130 a.C., por Antíoco VII (138–129 a.C.), governante do Império Selêucida. Antíoco VII, no entanto, apesar do sucesso inicial, foi derrotado e morto numa grande batalha na Média, em 129 a.C., que acabou por resultar no fim do domínio dos selêucidas a este do rio Eufrates. Entretanto, a Pártia foi invadida pelos Citas, que tinham ajudado Antíoco VII. Fraates II ripostou contra esta invasão mas foi derrotado e morto.

## Nome
Fraates (Φραάτης, Phraátēs; Phraātēs), Afraates (Aφραάτης, Aphraátēs; Aphraātēs) ou Fraoates (Φραõάτης, Phraoátēs) são as formas grega e latinas do parta Fraate (𐭐𐭓𐭇𐭕, Frahāt), que derivou do iraniano antigo Fraata (*Frahāta-), "adquirido". Foi registrado em siríaco como Afraate (em siríaco: ܐܦܪܗܛ, Ap̄rahaṭ), armênio como Raate (Հրահատ, Hrahat) e em persa novo como Afraate (فرهاد, Afrahāt) e Farade (فرهاد, Farhād).

## Reinado
Fraates foi o filho e sucessor de Mitrídates I da Pártia, um dos filhos de Friapácio.
Ele iniciou seu reinado atacando a Síria selêucida, em retaliação aos ataques de Antíoco contra a Pártia, e ofereceu dinheiro para ter a ajuda dos citas, mas estes acharam a remuneração insuficiente, e reclamaram de terem entrado tarde demais na guerra, pedindo uma recompensa maior ou outro inimigo para atacar. Ofendidos pela resposta dura de Fraates, eles atacaram a Pártia, e Fraates teve que interromper a campanha contra a Síria para defender seu país.

## Morte
Fraates deixou Himerus tomando conta do reino, mas este oprimiu a Babilónia e outras cidades com crueldade tirânica. Fraates levou para a campanha um grupo de gregos que haviam sido capturados na guerra contra Antíoco, e que ele tratava com orgulho e severidade; porém quando os persas começaram a recuar, estes gregos se passaram para o inimigo e destruíram o exército persa e o rei Fraates.
Fraates foi sucedido por seu tio [Artabano I.

Árvore genealógica baseada em Justino, com uma extrapolação (Artabano I filho de Friapácio):
|  |  |  |  |  |  |           |           |           |           |           |           |  |  |  |  | Friapácio I  |              |              |              |              |              |  |  |  |  |            |            |            |            |            |            |  |  |  |  |  |  |  |  |
|  |  |  |  |  |  |           |           |           |           |           |           |  |  |  |  |              |              |              |              |              |              |  |  |  |  |            |            |            |            |            |            |  |  |  |  |  |  |  |  |
|  |  |  |  |  |  |           |           |           |           |           |           |  |  |  |  |              |              |              |              |              |              |  |  |  |  |            |            |            |            |            |            |  |  |  |  |  |  |  |  |
|  |  |  |  |  |  | Fraates I | Fraates I | Fraates I | Fraates I | Fraates I | Fraates I |  |  |  |  | Mitrídates I | Mitrídates I | Mitrídates I | Mitrídates I | Mitrídates I | Mitrídates I |  |  |  |  | Artabano I | Artabano I | Artabano I | Artabano I | Artabano I | Artabano I |  |  |  |  |  |  |  |  |
|  |  |  |  |  |  | Fraates I | Fraates I | Fraates I | Fraates I | Fraates I | Fraates I |  |  |  |  | Mitrídates I | Mitrídates I | Mitrídates I | Mitrídates I | Mitrídates I | Mitrídates I |  |  |  |  | Artabano I | Artabano I | Artabano I | Artabano I | Artabano I | Artabano I |  |  |  |  |  |  |  |  |
|  |  |  |  |  |  |           |           |           |           |           |           |  |  |  |  | Fraates II   |              |              |              |              |              |  |  |  |  |            |            |            |            |            |            |  |  |  |  |  |  |  |  |